# 薩多比薩灣
63°41′10″S 60°47′50″W / 63.68611°S 60.79722°W

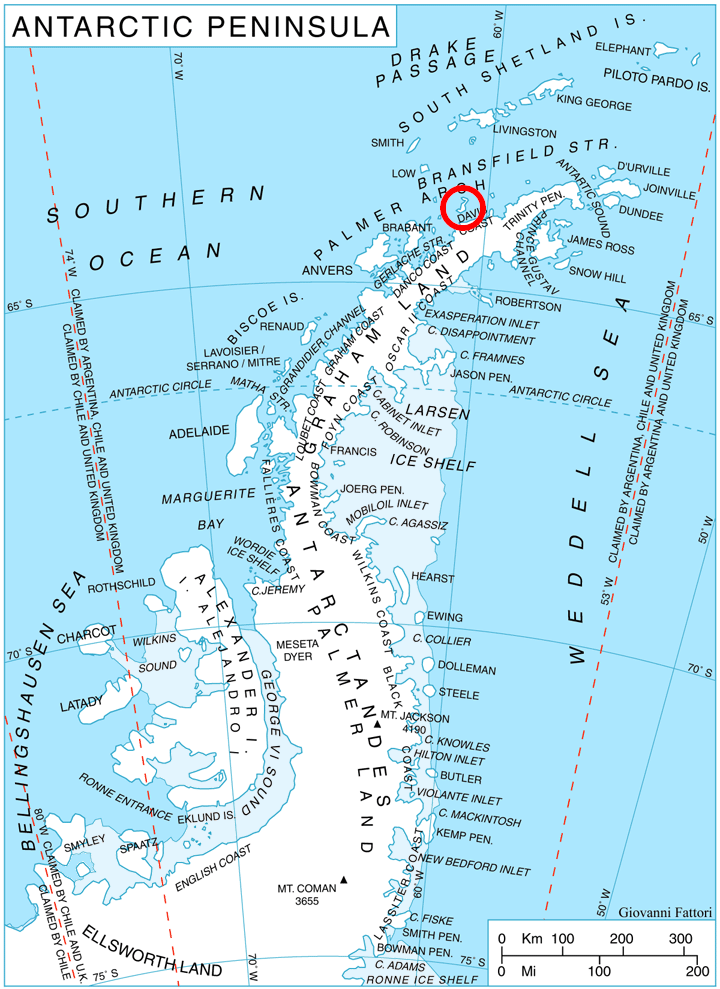

薩多比薩灣（Saldobisa Cove），是南極洲的海灣，位於葛拉漢地，處於特里尼蒂島西岸，長1.62公里、寬2.26公里，以保加利亞北部鄉鎮命名，現時由南極條約體系管理。